# José William Vesentini
José William Vesentini (n. 1950, Presidente Bernardes, Brasil) es un geógrafo brasileño.

## Vida
Vesentini es hijo de un anarquista italiano; su hermano era el historiador brasileño Carlos Alberto Vesentini (1947-1990). Vesentini se doctoró en 1985 en la Facultad de Filosofía, Letras y ciencias humanas de la Universidad de São Paulo con una tesis sobre las bases geopolíticas de la capital Brasília (A capital da geopolítica), año en que se tornó docente de la misma facultad. Vesentini publicó un gran número de obras didácticas. Es defensor prominente de la geografía crítica en el Brasil, destacándose por una posición algo anarquista, ni de izquierda ni de derecha, pero criticado por esta última.

## Algunas publicaciones en revistas
- O novo papel da escola e do ensino da geografia na época da Terceira Revolução Industrial. In: Terra Livre, Associação dos Geógrafos Brasileiros 11-12: 209-224, 1996
- Controvérsias geográficas: epistemologia e política. In: Confins 2, 2008
- O que é crítica. Ou: qual é a crítica da Geografia Crítica? In: GEOUSP - Espaço e Tempo 26: 29-43, São Paulo, 2009
- Repensando a Geografia Política: um breve histórico crítico e a revisão de uma polêmica atual. (enlace roto disponible en Internet Archive; véase el historial, la primera versión y la última). In: Revista do Departamento de Geografia 20: 127-142, 2010

São Paulo

## Libros universitarios
- A Capital da Geopolítica 1 (5 edición). Ática. 1996. p. 240. ISBN 8508017219.
- Imperialismo e Geopolítica Global espaço e dominação na escala planetária 1 (3 edición). Campinas: Papirus. 1997. ISBN 8530801326.
- Geografia, Natureza e Sociedade 1 (3 edición). São Paulo: Editorial Contexto. 1992. p. 91. ISBN 8585134577.[2]
- Para uma Geografia Crítica na Escola 1 (3 edición). 2000. ISBN 8508040598.
- Novas Geopolíticas as representações do século XXI 1 (2 edición). São Paulo: Editorial Contexto. 2003. ISBN 9788572441513.
- (Org.) (2003). Geografia e Ensino Textos Críticos 1 (7 edición). Campinas: Papirus. ISBN 8530800397.
- Nova Ordem, Imperialismo e Geopolítica Global 1 (1 edición). Campinas: Papirus. 2003. ISBN 8530807022.
- (Org.) (2004). O Ensino da Geografia no Século XXI (1 edición). Papirus. ISBN 9788530807443.
- Ensaios de Geografia Crítica História, epistemologia e (geo)política 1 (1 edición). São Paulo: Plêiade. 2009. p. 220. ISBN 9788576511113.
- Repensando a Geografia Escolar para o Século XXI 1 (1 edición). São Paulo: Plêiade. 2009. p. 161. ISBN 9788576511106.

### Libros paradidácticos
Vesentini publicó innumerables libros didácticos, entre los cuales:
- Êxodo Rural e Urbanização
- A Crise do Mundo Socialista
- A Nova Ordem Mundial
- Brasil: sociedade e espaço
- Geografia - o mundo em transição ISBN 9788508126125

### Artículo en español
- La crisis de la geopolítica brasileña tradicional: ¿Existe hoy una nueva geopolítica brasileña? Archivado el 22 de febrero de 2014 en Wayback Machine. En: Política y Estrategia. Santiago de Chile: Academia Nacional de Estudios Políticos y Estratégicos, nº 108, octubre-diciembre de 2007, p. 108-117. ISSN 0716-7415